# GJ 1001
GJ 1001, auch als LHS 102 bekannt, ist ein etwa 40 Lichtjahre von der Erde entfernter Roter Zwerg im Sternbild Phönix. Der Stern wird in einem Winkelabstand von 18",236 ± 0",002 von einem engen Doppelsystem begleitet, das aus zwei L-Zwergen besteht, bei denen es sich möglicherweise um Braune Zwerge handelt. Diese tragen die systematischen Bezeichnungen LHS 102 B und LHS 102 C.